# پایگاه امکانات هوایی اتسوگی
پایگاه امکانات هوایی اتسوگی (به انگلیسی: Naval Air Facility Atsugi) یک فرودگاه نظامی با کد یاتا NJA است که یک باند فرود بتن دارد و طول باند آن ۲۴۳۸ متر است. این فرودگاه در کشور ژاپن قرار دارد .